# 2034年9月12日日食
2034年9月12日日食是一次日環食，將發生於2034年9月12日。新月當天（即朔日），地球上觀測到月球和太阳的角距離極小，此時月球如果恰好在月球交點附近，穿過太阳和地球之間，與地球、太阳接近一直線，則會出現日食。月球穿過太阳和地球之間，但距地球較遠，本影未能接觸地表，而使偽本影覆蓋的區域內看到月球的角直徑小於太陽，就形成日環食，同時在偽本影兩側數千公里的半影範圍內形成日偏食。此次日環食經過了智利、玻利維亞、阿根廷、巴拉圭、巴西，日偏食則覆蓋了拉丁美洲大部分和周邊部分地區。

## 日食概況

### 出現區域
馬克薩斯群島東北約1100公里的太平洋洋面最先在日出時看到此次日環食，隨後月球偽本影先向東再轉向東南移動，在秘魯莫克瓜大區西南約140公里的洋面達到最大食分。此後不久偽本影就從智利北部登陸，斜貫南美洲後進入南大西洋，最終在日落時分結束於特里斯坦-达库尼亚島東南約740公里的洋面。
偽本影經過的陸地將包括：
- 智利：擦過阿里卡和帕里納科塔大區極西南角後自西北向東南斜貫塔拉帕卡大區，再經過安托法加斯塔大區東北部；
- 玻利维亚：自西北向東南斜貫波托西省中部偏南；
- 阿根廷：自西北向東南斜貫胡胡伊省中部偏北、薩爾塔省中部偏北、查科省北部並經過福爾摩沙省南部，再斜貫科連特斯省北部並經過米西奧內斯省南部；
- 巴拉圭：涅恩布庫省中南部、米西奧內斯省東南半部、伊塔普阿省西南部；
- 巴西：自西北向東南斜貫南大河州。[3][4]

除了上述狹窄的環食帶內能看到日環食之外，月球半影覆蓋範圍內都將能看到日偏食，包括法屬玻里尼西亞東部、皮特凯恩群岛、墨西哥中南部、中美洲大陸部分全部、大安的列斯群島西南半部、背風安的列斯群島、向風群島中南部，整個南美洲，圣赫勒拿、阿森松和特里斯坦-达库尼亚、南喬治亞和南桑威奇群島、南極洲靠近南美洲的約四分之一。

此次日環食過程中月影在地表移動的動畫

### 基本參數
- 類型：日環食
- 食甚中心處（位於秘魯莫克瓜大區西南約140公里的太平洋東南部）資料：
  - 時間：2034年9月12日16:18:07.5
  - 地點：18°14.5′S 72°36.4′W / 18.2417°S 72.6067°W
  - 食分：0.9736（環食帶內最大）
  - 偽本影寬度：102.1公里
  - 日環食持續時間：2分57.7秒
- 環食最長處資料：
  - 時間：2034年9月12日16:29:24
  - 地點：20°4′S 69°44′W / 20.067°S 69.733°W
  - 偽本影寬度：101.7公里
  - 日環食持續時間：2分57.8秒[6]

## 相關的日食

### 2033-2036年的日食
月球交替位於相對的月球交點時，以半個交點年（食年），即約177天又4小時間隔出現下列日食。
| 日食列表  |           |           |           |           |           |           |           |           |           |           |           |
| 1997-2000 | 2000-2003 | 2004-2007 | 2008-2011 | 2011-2014 | 2015-2018 | 2018-2021 | 2022-2025 | 2026-2029 | 2029-2032 | 2033-2036 | 2036-2039 |

| 降交點                                          | 降交點                   |          | 升交點                   | 升交點 |
| 沙羅周期                                        | 地圖                     | 沙羅周期 | 地圖                     |        |
| 120                                             | 2033年3月30日 全食       | 125      | 2033年9月23日 偏食（南） |        |
| 130                                             | 2034年3月20日 全食       | 136      | 2034年9月12日 環食       |        |
| 140                                             | 2035年3月9日 環食        | 145      | 2035年9月2日 全食        |        |
| 150                                             | 2036年2月27日 偏食（南） | 155      | 2036年8月21日 偏食（北） |        |
| 註：2036年7月23日的日偏食屬於下一組交點年系列。 |                          |          |                          |        |

### 沙羅周期
沙羅周期長度為18年11天。本次日食屬於沙羅周期135，共包含71次日食，依次為1331年7月5日至1493年10月10日的10次日偏食、1511年10月21日至2305年2月24日的45次日環食、2323年3月8日至2341年3月18日的2次全環食（亦稱混合食）、2359年3月29日至2449年5月22日的6次日全食、2467年6月2日至2593年8月17日的8次日偏食，總共歷時1262.11年。其中最長的全食發生於2431年5月12日，共持續2分27秒。
下表列舉了1901年至2100年間發生的屬於該周期的日食，是第33至43次：
| 33            | 34             | 35            |
| ------------- | -------------- | ------------- |
| 1908年6月28日 | 1926年7月9日   | 1944年7月20日 |
| 36            | 37             | 38            |
| 1962年7月31日 | 1980年8月10日  | 1998年8月22日 |
| 39            | 40             | 41            |
| 2016年9月1日  | 2034年9月12日  | 2052年9月22日 |
| 42            | 43             |               |
| 2070年10月4日 | 2088年10月14日 |               |

## 資料來源
1. ↑  樊忠玉. . 中国天文科普网.   [2018-02-07]. （原始内容存档于2014-09-17）.
2. 1 2  Fred Espenak. . NASA Eclipse Web Site.   [2018-02-07]. （原始内容存档于2020-10-20）.（英文）
3. ↑  Fred Espenak. . NASA Eclipse Web Site.   [2018-02-07]. （原始内容存档于2020-11-24）.（英文）
4. ↑  Xavier M. Jubier. .   [2018-02-07]. （原始内容存档于2018-02-07）.（法文）（英文）
5. ↑  Fred Espenak. . NASA Eclipse Web Site.   [2018-02-07]. （原始内容存档于2019-01-18）.（英文）
6. ↑  Fred Espenak. . NASA Eclipse Web Site.   [2018-02-07]. （原始内容存档于2020-10-20）.（英文）
7. ↑  Fred Espenak. . NASA Eclipse Web Site.（英文）

## 外部連結
- NASA日食專頁（页面存档备份，存于）（英文）
- 可見區域圖和時間統計：由弗雷德·埃斯佩纳克做出的日食預報，NASA/GSFC
  - Google互動地圖呈現的日食範圍
  - 貝塞爾元素
- Google地圖顯示的日環食和日偏食範圍（页面存档备份，存于）（法文）（英文）

| \| \| 日食 \|                             |                              |                                          |
| 上一次日食： 2034年3月20日日食 （日全食） | 2034年9月12日日食 （日環食） | 下一次日食： 2035年3月9日日食 （日環食） |
| 上一次日環食： 2032年5月9日日食           | 2034年9月12日日食 （日環食） | 下一次日環食： 2035年3月9日日食          |
|                                           | 日食                         |                                          |